# Christian Bale
Christian Bale (Haverfordwest, Pembrokeshire, 1974. január 30. –) Oscar- és kétszeres Golden Globe-díjas brit színész.

## Fiatalkora
Christian még fiatal korában háta mögött hagyta anyját és Angliából apjához költözött az Egyesült Államokba. Anyja és nővérei cirkuszosok, apja környezetvédő aktivistaként dolgozik. Három nővére: Erin, Sharon és Louise.

## Pályafutása
Már nagyon fiatalon a londoni West Enden is fellépett, majd 1987-ben 4000 gyermek közül választották ki Steven Spielberg A nap birodalma című háborús produkciójának főszerepére, amelyben olyan partnerei voltak, mint John Malkovich és  Miranda Richardson. A tehetséges fiú Kenneth Branagh rendezőnek is feltűnt, mert fontos szerepet osztott rá a nagy sikerű V. Henrik Shakespeare adaptációban, ahol a fiatal Bale a kor nagy brit színészeivel játszhatott együtt.
1990-ben gyerekként főszerepet kapott A kincses sziget című kalandfilmben, amelyben többek között Charlton Heston, Christopher Lee és Oliver Reed mellett játszhatott. 1993-ban a Harmadik Birodalomban játszódó rendszerellenes Szving mindhaláligban játszotta az egyik főszerepet. 1996-ban két mellékszerep következett, előbb a Joseph Conrad regényéből forgatott Titkosügynök, majd az Egy hölgy arcképe jött Henry James tollából. 1999-ben ismét Shakespeare filmfeldolgozásban szerepelt, ezúttal egy vígjátékban, a Szentivánéji álomban. Ebben az évben Jézust is megformálhatta a Mária, Jézus anyja című amerikai tévéprodukcióban.
A nagyközönség 2000-ben ismerhette meg Christian Bale nevét, köszönhetően a Bret Easton Ellis regényéből megfilmesített Amerikai pszichóban nyújtott alakításáért. 2001-ben Nicolas Cage mellett tűnt fel a Corelli kapitány mandolinja című háborús filmben. 2002-ben két sci-fi következett: Bale először sárkányokkal küzdött meg A tűz birodalmában, majd a hatalmi rendszerrel gyűlt meg a baja az Equilibrium – Gyilkos nyugalom című disztópikus moziban.
2004-ben A gépész című filmben a hitelesebb alakítás kedvéért Bale csontsoványra fogyott. 2005-ben Christopher Nolan a címszerepet osztotta rá a Batman: Kezdődik! című szuperprodukcióban. 2006-ban szintén Christopher Nolannel forgatott, a nagy sikerű A tökéletes trükkben játszott főszerepet Hugh Jackman, Michael Caine, David Bowie és Scarlett Johansson mellett. A 2008-as A sötét lovag című, szintén Christopher Nolan által rendezett Batman-trilógia második része elképesztő siker lett a mozipénztáraknál, megdöntve minden addigi filmbevételi rekordot (az abszolút rekorder, a Titanic csúcsát (600.000.000 $) veszélyeztetve).

## Filmográfia

### Film
| Év   | Magyar cím                       | Eredeti cím                                 | Szerep                          | Magyar hang      | Rendező              |
| ---- | -------------------------------- | ------------------------------------------- | ------------------------------- | ---------------- | -------------------- |
| 1987 | Kátó, a sötétség fejedelme       | Mio min Mio (Mio in the Land of Faraway)    | Benke/Jum-Jum                   |                  | Vladimir Grammatikov |
| 1987 | A nap birodalma                  | Empire of the Sun                           | Jim "Jamie" Graham              | Minárovits Péter | Steven Spielberg     |
| 1989 | V. Henrik                        | Henry V                                     | fiú                             | Bódy Gergely     | Kenneth Branagh      |
| 1989 | V. Henrik                        | Henry V                                     | fiú                             | Czető Roland     | Kenneth Branagh      |
| 1989 | V. Henrik                        | Henry V                                     | fiú                             | Berkes Bence     | Kenneth Branagh      |
| 1992 | Rikkancsok                       | Newsies                                     | Jack "Cowboy" Kelley            | N/A              | Kenny Ortega         |
| 1992 | Rikkancsok                       | Newsies                                     | Jack "Cowboy" Kelley            | Boros Zoltán     | Kenny Ortega         |
| 1993 | Szving mindhalálig               | Swing Kids                                  | Thomas Berger                   | Bor Zoltán       | Thomas Carter        |
| 1994 | Jütland hercege                  | Prince of Jutland                           | Amled                           | Horváth Illés    | Gabriel Axel         |
| 1994 | Kisasszonyok                     | Little Women                                | Theodore "Laurie" Lawrence      | Holl Nándor      | Gillian Armstrong    |
| 1995 | Pocahontas                       | Pocahontas                                  | Thomas (hangja)                 | Lippai László    | Mike Gabriel         |
| 1995 | Pocahontas                       | Pocahontas                                  | Thomas (hangja)                 | Lippai László    | Eric Goldberg        |
| 1996 | Egy hölgy arcképe                | The Portrait of a Lady                      | Edward Rosier                   | Hevér Gábor      | Jane Campion         |
| 1996 | A titkosügynök                   | The Secret Agent                            | Stevie                          | Fekete Zoltán    | Christopher Hampton  |
| 1997 |                                  | Metroland                                   | Chris Lloyd                     |                  | Philip Saville       |
| 1998 | Bálványrock – Velvet Goldmine    | Velvet Goldmine                             | Arthur Stuart                   |                  | Todd Haynes          |
| 1998 |                                  | All the Little Animals                      | Bobby Platt                     |                  | Jeremy Thomas        |
| 1999 | Szentivánéji álom                | A Midsummer Night's Dream                   | Demetrius                       | Kautzky Armand   | Michael Hoffman      |
| 2000 | Amerikai pszichó                 | American Psycho                             | Patrick Bateman                 | László Zsolt     | Mary Harron          |
| 2000 | Shaft                            | Shaft                                       | Walter Wade, Jr.                | Csankó Zoltán    | John Singleton       |
| 2001 | Corelli kapitány mandolinja      | Captain Corelli's Mandolin                  | Mandras                         | Viczián Ottó     | John Madden          |
| 2002 |                                  | Laurel Canyon                               | Sam Bentley                     |                  | Lisa Cholodenko      |
| 2002 | 2020: A tűz birodalma            | Reign of Fire                               | Quinn Abercromby                | Széles László    | Rob Bowman           |
| 2002 | Equilibrium – Gyilkos nyugalom   | Equilibrium                                 | John Preston                    | Bozsó Péter      | Kurt Wimmer          |
| 2004 | A gépész                         | El maquinista                               | Trevor Reznik                   | Czvetkó Sándor   | Brad Anderson        |
| 2004 | A vándorló palota                | Hauru no ugoku shiro / Howl's Moving Castle | Howl (angol hangja)             | Dányi Krisztián  | Mijazaki Hajao       |
| 2005 | Batman: Kezdődik!                | Batman Begins                               | Bruce Wayne / Batman            | Fekete Ernő      | Christopher Nolan    |
| 2005 | Az új világ                      | The New World                               | John Rolfe                      | Betz István      | Terrence Malick      |
| 2005 | Nehéz idők                       | Harsh Times                                 | Jim Luther Davis                | Fekete Ernő      | David Ayer           |
| 2006 | Hajnali mentőakció               | Rescue Dawn                                 | Dieter Dengler                  | Fekete Ernő      | Werner Herzog        |
| 2006 | A tökéletes trükk                | The Prestige                                | Alfred Borden                   | Fekete Ernő      | Christopher Nolan    |
| 2007 | Börtönvonat Yumába               | 3:10 to Yuma                                | Dan Evans                       | Epres Attila     | James Mangold        |
| 2007 | I'm Not There – Bob Dylan életei | I'm Not There                               | Jack Rollins / Pastor John      | Fekete Ernő      | Todd Haynes          |
| 2008 | A sötét lovag                    | The Dark Knight                             | Bruce Wayne / Batman            | Fekete Ernő      | Christopher Nolan    |
| 2009 | Terminátor: Megváltás            | Terminator Salvation                        | John Connor                     | Fekete Ernő      | McG                  |
| 2009 | Közellenségek                    | Public Enemies                              | Melvin Purvis                   | Epres Attila     | Michael Mann         |
| 2010 | A harcos                         | The Fighter                                 | Dicky Eklund                    | Fekete Ernő      | David O. Russell     |
| 2011 | A háború virágai                 | The Flowers of War                          | John Miller                     |                  | Csang Ji-mou         |
| 2012 | A sötét lovag – Felemelkedés     | The Dark Knight Rises                       | Bruce Wayne / Batman            | Fekete Ernő      | Christopher Nolan    |
| 2013 | A harag tüze                     | Out of the Furnace                          | Russell Baze                    | Fekete Ernő      | Scott Cooper         |
| 2013 | Amerikai botrány                 | American Hustle                             | Irving Rosenfeld                | Fekete Ernő      | David O. Russell     |
| 2014 | Exodus: Istenek és királyok      | Exodus: Gods and Kings                      | Mózes                           | Fekete Ernő      | Ridley Scott         |
| 2015 | Kupák lovagja                    | Knight of Cups                              | Rick                            | Fekete Ernő      | Terrence Malick      |
| 2015 | A nagy dobás                     | The Big Short                               | Michael Burry                   | Fekete Ernő      | Adam McKay           |
| 2016 | Az ígéret                        | The Promise                                 | Chris Myers                     | Fekete Ernő      | Terry George         |
| 2017 | Ellenségek                       | Hostiles                                    | Joe Blocker                     | Fekete Ernő      | Scott Cooper         |
| 2018 | Maugli: A dzsungel legendája     | Mowgli: Legend of the Jungle                | Bagira (hang és motion capture) |                  | Andy Serkis          |
| 2018 | Alelnök                          | Vice                                        | Dick Cheney                     | Fekete Ernő      | Adam McKay           |
| 2019 | Az aszfalt királyai              | Ford v Ferrari                              | Ken Miles                       | Fekete Ernő      | James Mangold        |
| 2022 | Thor: Szerelem és mennydörgés    | Thor: Love and Thunder                      | Gorr, az Isten hentes           | Pataki Ferenc    | Taika Waititi        |
| 2022 | Amszterdam                       | Amsterdam                                   | Burt Berendsen                  | Fekete Ernő      | David O. Russell     |
| 2022 | Halványkék szemek                | The Pale Blue Eye                           | Augustus Landor                 | Fekete Ernő      | Scott Cooper         |
| 2023 | A fiú és a szürke gém            | Kimitachi wa Dō Ikiru ka                    | Shoichi Maki (angol hangja)     | Makranczi Zalán  | Mijazaki Hajao       |
| 2025 |                                  | The Bride!                                  | Frankenstein szörnye            |                  | Maggie Gyllenhaal    |

### Televízió
| Év   | Magyar cím         | Eredeti cím                    | Szerep         | Megjegyzések                                  |
| ---- | ------------------ | ------------------------------ | -------------- | --------------------------------------------- |
| 1986 | Anasztázia         | Anastasia: The Mystery of Anna | Alekszej       | tévéfilm                                      |
| 1987 |                    | Heart of the Country           | Ben Harris     | minisorozat (4 epizód)                        |
| 1990 | A kincses sziget   | Treasure Island                | Jim Hawkins    | - tévéfilm - magyar hangja: - Halasi Dániel   |
| 1991 |                    | A Murder of Quality            | Tim Perkins    | tévéfilm                                      |
| 1999 | Mária, Jézus anyja | Mary, Mother of Jesus          | Názáreti Jézus | - tévéfilm - magyar hangja: - Selmeczi Roland |

## Fontosabb díjak és jelölések
Oscar-díj
- Legjobb férfi mellékszereplő
  - megnyert díj – A harcos (2010)
  - jelölés díjra – A nagy dobás (2015)
- Legjobb férfi főszereplő
  - jelölés díjra – Amerikai botrány (2013)[9]
  - jelölés díjra – Alelnök (2018)

## Fordítás
- Ez a szócikk részben vagy egészben  a   Christian Bale című angol Wikipédia-szócikk fordításán alapul.  Az eredeti cikk szerkesztőit annak laptörténete sorolja fel. Ez a jelzés csupán a megfogalmazás eredetét és a szerzői jogokat jelzi, nem szolgál a cikkben szereplő információk forrásmegjelöléseként.